# GPR45
GPR45, G protein-spregnuti receptor 45, je protein koji je kod čoveka kodiran GPR45 genom.
Ovaj gen ne sadrži introne. On kodira člana familije G protein-spregnutih receptora. Članovi te proteinske familije sadrže sedam transmembranskih domena i posreduju signalizacione procese u unutrašnjosti ćelije putem aktivacije heterotrimernih G proteina. Smatra se da ovaj protein deluje u centralnom nervnom sistemu.

## Literatura
1. ↑  Marchese A, Sawzdargo M, Nguyen T, Cheng R, Heng HH, Nowak T, Im DS, Lynch KR, George SR, O'dowd BF (1999). „Discovery of three novel orphan G-protein-coupled receptors”. Genomics. 56 (1): 12—21. PMID 10036181. doi:10.1006/geno.1998.5655.
2. 1 2  „Entrez Gene: GPR45 G protein-coupled receptor 45”.

## Dodatna literatura
- Kawasawa Y; Kume K; Nakade S;  . (2000). „Brain-specific expression of novel G-protein-coupled receptors, with homologies to Xenopus PSP24 and human GPR45.”. Biochem. Biophys. Res. Commun. 276 (3): 952—6. PMID 11027574. doi:10.1006/bbrc.2000.3569.
- Kawasawa Y, Kume K, Izumi T, Shimizu T (2000). „Mammalian PSP24s (alpha and beta isoforms) are not responsive to lysophosphatidic acid in mammalian expression systems.”. Biochem. Biophys. Res. Commun. 276 (3): 957—64. PMID 11027575. doi:10.1006/bbrc.2000.3570.
- Strausberg RL; Feingold EA; Grouse LH;  . (2003). „Generation and initial analysis of more than 15,000 full-length human and mouse cDNA sequences.”. Proc. Natl. Acad. Sci. U.S.A. 99 (26): 16899—903. PMC 139241 . PMID 12477932. doi:10.1073/pnas.242603899.
- Gerhard DS; Wagner L; Feingold EA;  . (2004). „The status, quality, and expansion of the NIH full-length cDNA project: the Mammalian Gene Collection (MGC).”. Genome Res. 14 (10B): 2121—7. PMC 528928 . PMID 15489334. doi:10.1101/gr.2596504.
- Hillier LW; Graves TA; Fulton RS;  . (2005). „Generation and annotation of the DNA sequences of human chromosomes 2 and 4.”. Nature. 434 (7034): 724—31. PMID 15815621. doi:10.1038/nature03466.